# グッドイヤー (アリゾナ州)
グッドイヤー（英語: Goodyear、パパゴ語：Valin Thak）は、アメリカ合衆国アリゾナ州のマリコパ郡にある都市。州都フェニックスの郊外に位置している。人口は9万5294人（2020年）。
市内にはグッドイヤー・ボールパークがあり、メジャーリーグのクリーブランド・ガーディアンズやシンシナティ・レッズが春季キャンプを行っている。2008年6月6日、全国市民連盟から全米都市賞を受賞した。市名はグッドイヤー・タイヤ・アンド・ラバー会社から採られており、同社はタイヤのための綿花を育てる農園を持っていた。

## 歴史
1917年、グッドイヤー・タイヤ・アンド・ラバー会社が自動車用タイヤのスレッドのために綿花を栽培する土地16,000エーカー (65 km2) を購入して、グッドイヤーの町が作られた。1940年代は現在のフェニックス・グッドイヤー空港が建設されて、町にとっては第二次世界大戦が重要な時代であったが、戦後は景気が後退した。1946年11月19日、グッドイヤーは町になった。当時、家屋数151軒、アパート250戸、雑貨屋1軒、散髪屋1軒、美容室1軒、ガソリンスタンド1軒があった。
1965年1月、繋駕競走場が開設された。当時はまだフェニックスから州間高速道路10号線など幹線道路が無かった。競走場は2年後に閉鎖され、現在も残っているが、使われてはいない。州間高速道路10号線の南に位置し、道路からはっきり見ることもできる。
町は1985年に市になった。1980年代、当初の農地で残っていた10,000エーカー (40 km2) が、開発のために売却された。フェニックス・グッドイヤー空港は1986年に現在の名称になった。
1990年代から2010年代を通じて、新しい住宅や地域社会が増えて、人口が急増した。現在も町や家屋が建設され続けている。2035年には人口が358,000人になると予測されている。

## 地理
グッドイヤーは北緯33度27分00秒 西経112度21分30秒 / 北緯33.45000度 西経112.35833度 (33.449917, -112.358382)に位置している。州都フェニックス中心街の西27キロメートルに位置している。近くにはバックアイ、エイボンデール、リッチフィールドパーク、トールソンといった都市がある。
アメリカ合衆国国勢調査局に拠れば、市域全面積は302 km2であり、すべて陸地である。ヒラ川が市内を流れている。そのヒラ川の南、エストレラ山地近くに最大級の計画都市エストレラがある。
.
エストレラ山地域公園はほぼ80 km2の広さがあり、その大半は砂漠である。総延長で50キロメートルになる8本の道があり、野球場2面、15.3キロメートルのトラックがある。

### 気候
グッドイヤーは亜熱帯砂漠気候（ケッペンの気候区分 "BWh"）にある。ソノラン砂漠の中に位置している。年間降水量は254mm未満である。しかし日照日は年間300日以上ある。
冬は温暖であり、最低気温は-1 ℃台から10 ℃台、最高気温は16 ℃から24 ℃である。春は温かく4月でも32 ℃以上、5月には38 ℃ 以上になる。夏は大変暑く、ほとんどの日が43 ℃以上になる。秋も大変温かく、10月でも気温は32 ℃以上になる。
降雪は希であり、数年に1回程度である。冬の気温は氷点下まで下がることがあり、サワロやサボテンなど砂漠の植物を傷めることもある。夏（7月から9月初旬）には午後や夕方に（夜中まで続くこともある）北アメリカモンスーンがフェニックス地域を襲い、朝は日が照っていても夕立になることが多い。夏には砂塵嵐も時として起こっている。

## 人口動態

### 2010年国勢調査
基礎データ
- 人口: 65,275 人
- 住居数: 25,027 軒

人種別人口構成
- 白人: 71.9%
- アフリカン・アメリカン: 6.7%
- ネイティブ・アメリカン: 1.3%
- アジア人: 4.3%
- ヒスパニック・ラテン系: 27.8%

- 35歳から49歳の人口比率: 31%

### 2000年国勢調査
| 基礎データ - 人口: 18,911 人 - 世帯数: 6,179 世帯 - 家族数: 4,986 家族 - 人口密度: 62.7人/km2（162.4 人/mi2） - 住居数: 6,771 軒 - 住居密度: 22.4軒/km2（58.1 軒/mi2） 人種別人口構成 - 白人: 78.13% - アフリカン・アメリカン: 5.20% - ネイティブ・アメリカン: 1.06% - アジア人: 1.71% - 太平洋諸島系: 0.08% - その他の人種: 10.87% - 混血: 2.95% - ヒスパニック・ラテン系: 20.80% | 年齢別人口構成 - 18歳未満: 22.3% - 18-24歳: 8.7% - 25-44歳: 34.1% - 45-64歳: 25.1% - 65歳以上: 9.9% - 年齢の中央値: 36歳 - 性比（女性100人あたり男性の人口） - 総人口: 103.7 - 18歳以上: 102.5 世帯と家族（対世帯数） - 18歳未満の子供がいる: 32.7% - 結婚・同居している夫婦: 71.1% - 未婚・離婚・死別女性が世帯主: 6.4% - 非家族世帯: 19.3% - 単身世帯: 14.2% - 65歳以上の老人1人暮らし: 3.7% - 平均構成人数 - 世帯: 2.68人 - 家族: 2.94人 | 収入と家計 - 収入の中央値 - 世帯: 57,492米ドル - 家族: 60,707米ドル - 性別 - 男性: 40,702米ドル - 女性: 28,410米ドル - 人口1人あたり収入: 22,506米ドル - 貧困線以下 - 対人口: 6.1% - 対家族数: 3.6% - 18歳未満: 8.7% - 65歳以上: 3.7% |

## 市政府と州政府の機関
グッドイヤーは市政委員会・マネジャー方式の政府形態を採用している。市長は2期の制限がある。市政委員は6人居り、3期までの制限がある。
アリゾナ州矯正省がグッドイヤー市内でアリゾナ州立刑務所ペリービル複合施設を運営している。ここには女性死刑囚を収容している。

## 教育
小学校教育学区としてエイボンデール、リバティ、リッチフィールド、モービルの各教育学区が市内に掛かっている。高校学区はアグアフリア統合高校学区とバッカイ統合高校学区がある。
市内に小学校は8校、中学校が1校ある。高校は3校ある。

### 高等教育機関
市内にはフランクリン・ピアース大学のキャンパスが1つあるのみである。この大学はニューハンプシャー州に本部があり、市内の土地30エーカー (120,000 m2) を借りて、2008年に開校された。理学療法やその他治療関連の専門家を養成している。

## 経済
グッドイヤーはフェニックスの郊外部として発展しているベッドタウンである。計画都市の中で新築家屋が多く建設されている。
グッドイヤー・センターポイントは、エストレラ・パークウェイとマクダウェル道路の交差点にあるショッピングセンターである。旗艦店としてトイザらス、オールド・ネイビー、パーティ・シティが入り、他にも多くの店舗がある。現在計画されているエストレラフォールズ・リージョナルモールは、敷地面積300エーカー (1,200,000 m2) 以上、床面積200万平方フィート (190,000 m2) となる予定である。これにはザ・マーケット・アット・エストレラフォールズ・パワーセンターとエストレラフォールズ・スーパー・リージョナルモールが含まれている。
南カリフォルニアのインペリアル・バレーやアリゾナ州内南部と同様に、この地域でも農業が基本である。灌漑や運河が建設されて長い間行われてきた。綿花の他、レタス、キャベツ、ニンジンなどの野菜が作られている。柑橘類特にオレンジの栽培に気候が合っている。
農業には長い歴史があるので、スナイダーズ・オブ・ハノーバー、プーア・ブラザーズ、デルモンテ・フーズなど食品会社も作られてきた。Amazon.comが市内にフルフィルメント・センターを置き、またフェニックスの近くにもある。

### 住宅産業
グッドイヤーは1917年に設立されていたが、住宅建設と人口増加の大半は1995年以降のことである。地域社会は完成されたものと建設中のものを合わせて22か所あり、その総面積は約2万エーカー (80 km2) に上っている。これらの町と今後計画される21か所とを合わせて、約20万軒の住宅ができる予定であるが、現在は25,000軒ができているだけである。
アリゾナ州の他の都市と同様に2000年代後半の住宅バブルの影響を受け、住宅価値は下がった。
エストレラが市内最大の地域社会であり、広さは2万エーカー (80 km2) ある。現在約1万人が住んでいる。州間高速道路10号線の北にあるパーム・バレーは広さが9,000エーカー (36 km2) あり、様々な大きさの住宅が建っている。ペブルクリークは活動的な成人が住む地域社会であり、45ホールのゴルフ場、フィットネス・センター、レストランがある。

## スポーツ
グッドイヤーは春季キャンプが行われる場所として知られている。アメリカンリーグのクリーブランド・インディアンスが、2009年2月にフロリダ州ウィンターヘイブンからグッドイヤーに春季トレーニング施設を移し、カクタス・リーグに参加した。アリゾナに戻ったのは15年ぶりのことであり、以前はツーソンでキャンプを張っていた。2008年4月7日、市政委員会は満場一致で、シンシナティ・レッズとクリーブランド・インディアンスのために、野球春季トレーニング複合施設に新たに3,300万米ドルを当てる覚書を承認した。これには観客席数10,000席の野球場グッドイヤー・ボールパークが含まれ、2009年にオープンした。レッズとインディアンスは別々の事務所、クラブハウス、練習場を持つことになる。以前にツーソンでキャンプを張っていたインディアンスは、2006年12月21日にアリゾナに戻ってくることに合意していた。
フリーダム・プロ・ベースボール・リーグのグッドイヤー・センテニアルズがグッドイヤー・ボールパークを本拠地にしている。

## 交通

### 空港
市内にはフェニックス・グッドイヤー空港 (ICAO コード: KGYR)がある。

### 鉄道
ユニオン・パシフィック鉄道が国内の東西を結ぶ貨物列車を走らせ、グッドイヤー市内を通っている。

### 主要高規格道路
州間高速道路10号線が市内を抜け、西のバックアイからロサンゼルス市に向かっている。東はフェニックス、ツーソンを抜けてアメリカ合衆国南部に向かう。
バレー・メトロ・バスが運行するバス路線ではグッドイヤーが西端にあたる。
その他の主要道路としてアリゾナ州道環状303号線は市内のコットンレーンに始まって北上し、サプライズから東に向かって州間高速道路17号線に接続する。市内の幹線道であるヴァンビューレン通り、マクダウェル道路、インディアンスクール道路、キャメルバック道路は、フェニックス地域西端から東のスコッツデールまで抜ける道路の延長にある。マリコパ郡道85号線は、バックアイの州道85号線からフェニックス中心部に向かう高規格道路である。グッドイヤー市内の南部を抜けている。

#### 道路の改良
州間高速道路10号線は20世紀半ばに市内を抜けて建設された。2008年から2012年にはかなりの拡張を行った。各方向2車線から5車線ないし6車線への拡張だった。エストレラ・パークウェイから東は相乗り専用レーンがある。

##### 環状303号線の改良
アリゾナ州交通省は州間高速道路10号線と環状303号線の交差点付近に新しくインターチェンジを建設した。これでダイアモンド型からスタック型に変わった。
州間高速道路10号線より南の環状303号線は州道30号線まで延伸される計画である。

##### 州道801号線
アリゾナ州道801号線は渋滞緩和のために、州間高速道路10号線の南に計画されている。州道85号線と環状202号線の間を通る予定である。